# 카스파르스 고르크슈
카스파르스 고르크슈(라트비아어: Kaspars Gorkšs, 1981년 11월 6일~)는 라트비아의 은퇴한 축구 선수로 현역 시절 포지션은 수비수이다. 잉글랜드 프리미어리그의 퀸즈 파크 레인저스 FC와 레딩 FC에서 뛰었으며, 또한 라트비아 대표팀의 일원으로 활동하면서 대표팀 주장을 맡았다.